# Друшкивка
Друшкивка (укр. Дружківка) град је у Украјини, у Доњецкој области. Према процени из 2024. у граду је живело 31.000 становника.

## Становништво
Према процени, у граду је 2012. живело 60.255 становника.
| 1979.  | 1989.  | 2001.  | 2012.  |
| ------ | ------ | ------ | ------ |
| 64.310 | 73.723 | 64.557 | 60.255 |